# دانيال برنارد (دبلوماسي)
دانيال برنارد (بالفرنسية: Daniel Bernard)‏ هو دبلوماسي فرنسي، ولد في 13 سبتمبر 1941 في ليون في فرنسا، وتوفي في 29 أبريل 2004 في باريس في فرنسا.